# Groß Midlum
Groß Midlum is een klein dorp in de Duitse deelstaat Nedersaksen. Bestuurlijk maakt het deel uit van de gemeente Hinte, gelegen in de Landkreis Aurich in Oost-Friesland.
Met de toevoeging groß ("groot") wordt het dorp onderscheiden van het kleinere Midlum in het nabijgelegen Reiderland. Het dorp, gelegen op een warft, heeft een middeleeuwse kerk uit de dertiende eeuw.
- Library of Congress Control Number: n2004034316
- Nationale Bibliotheek van Israël: 987007465745005171
- Virtual International Authority File: 146784196